# Stor-Stensjön (Hackås socken, Jämtland, 696340-144366)
Stor-Stensjön är en sjö i Bergs kommun i Jämtland och ingår i Indalsälvens huvudavrinningsområde. Sjön har en area på 0,281 kvadratkilometer och ligger 348,9 meter över havet.

## Delavrinningsområde
Stor-Stensjön ingår i det delavrinningsområde (696330-144390) som SMHI kallar för Mynnar i Näkten. Medelhöjden är 355 meter över havet och ytan är 2 kvadratkilometer. Det finns inga avrinningsområden uppströms utan avrinningsområdet är högsta punkten. Vattendraget som avvattnar avrinningsområdet har biflödesordning 3, vilket innebär att vattnet flödar genom totalt 3 vattendrag innan det når havet efter 292 kilometer. Avrinningsområdet består mestadels av skog (55 procent). Avrinningsområdet har 0,28 kvadratkilometer vattenytor vilket ger det en sjöprocent på 14 procent.